# Alfred Schwarz

Alfred Schwarz

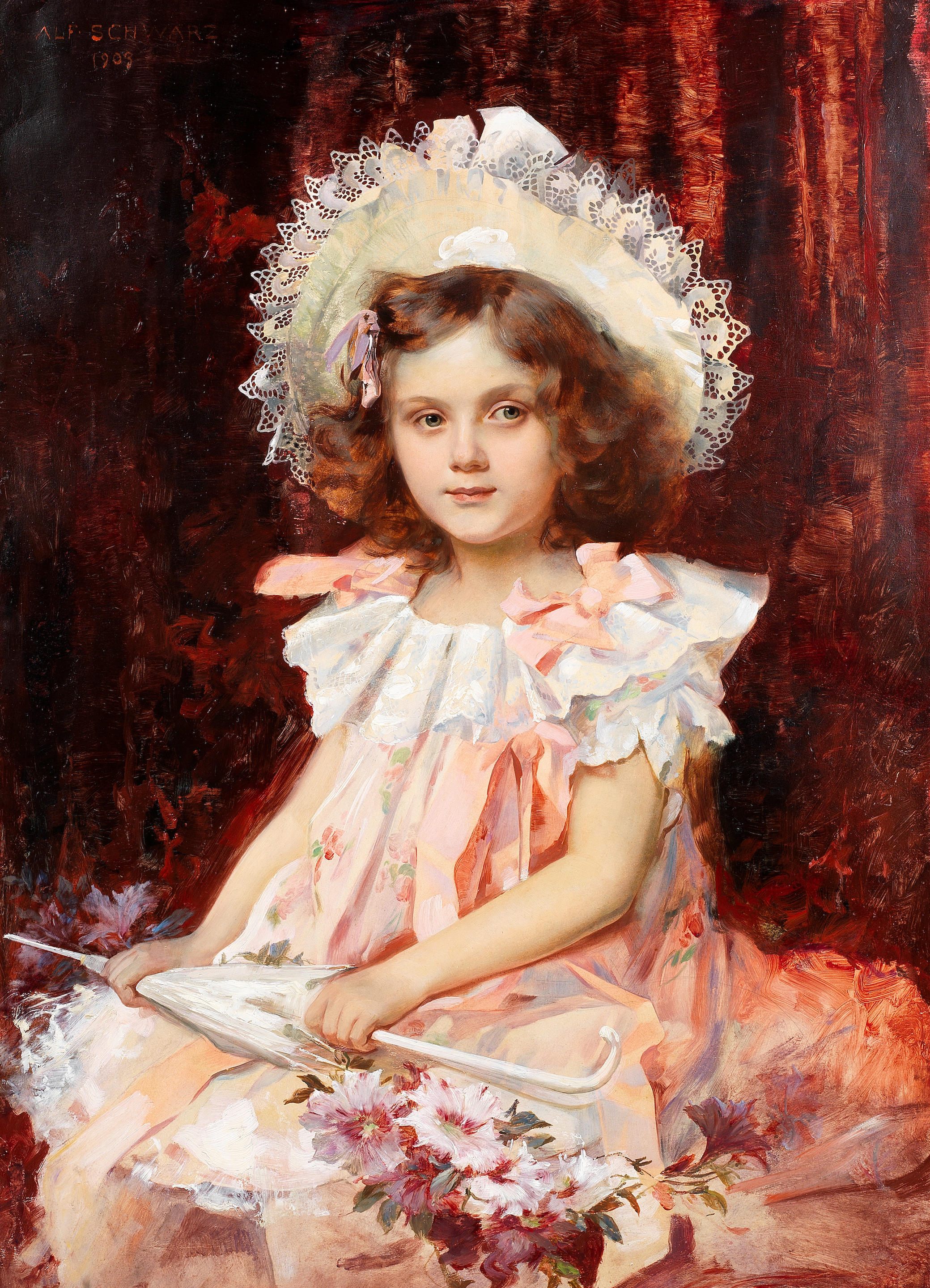
Ein Bild der Schönheit (1903); Öl auf Karton

Alfred Schwarz (* 27. Mai 1867 in Berlin; † 17. November 1951 in Saulgau) war ein deutscher Kunstmaler. Er wurde vor allem bekannt und geschätzt als Porträtist der wilhelminischen Gesellschaft.

## Leben

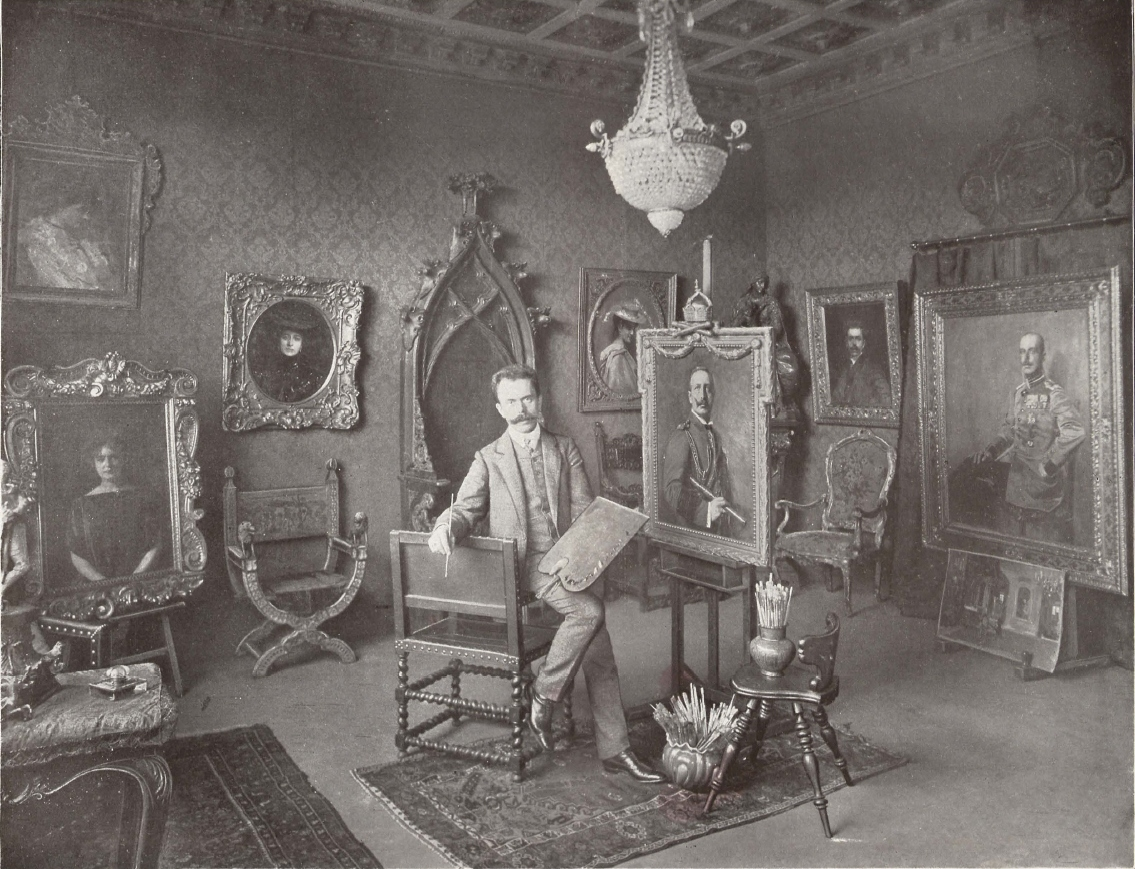
Alfred Schwarz in seinem Atelier, 1906. Foto von R. Siegert.

Alfred Schwarz besuchte nur für kurze Zeit die Berliner Kunstakademie und bildete sich als Maler anschließend weitgehend autodidaktisch aus. Sein Interesse galt anfangs der dekorativen Malerei von Berliner Monumentalbauten und Kinderbildnissen. Angeregt durch eine gemeinsame Studienreise mit dem Landschaftsmaler Paul Flickel entstanden ab 1894 zahlreiche stimmungsvolle, teils genrehafte Wald- und Freilichtszenen. Im Malstil zeigt er sich zunächst vom Impressionismus beeinflusst.
Auf mehreren Studienreisen, die ihn nach Florenz und Venedig führten, setzte er sich jedoch verstärkt mit den Alten Meistern auseinander und suchte fortan ganz bewusst am klassischen Malstil und überlieferten Schönheitsideal festzuhalten. Dadurch entfremdete er sich mehr und mehr dem Impressionismus und lehnte die Auffassungen der Münchner Malschule ab, der er vorwarf, vorwiegend nach vordergründigen Farbeffekten, greller Plakatkunst und in der Porträtmalerei zu wenig nach der Erfassung der Persönlichkeit des Dargestellten zu streben.
Auf einer Sonderausstellung seiner Werke während der Großen Berliner Kunstausstellung im Jahre 1904 erlebte Alfred Schwarz seinen Durchbruch als Porträtist. Seine dort gezeigten und vielbeachteten Bildnisse der Gräfin Zeppelin, der Gräfinnen Valerie und Ilsa von Wedel, Lady Oppenheimer, Frau Herz-Mills, May Mayer und Agathe Malachow gelten als Hauptwerke des Malers und als Standardwerke der Bildniskunst. Der mit der Verleihung der goldenen Medaille geehrte Künstler zählte fortan zu den meistbeschäftigten Malern seiner Zeit. Vor allem die Damen der Berliner Gesellschaft, die um die Jahrhundertwende ihre altpreußische Einfachheit abgestreift hatten und mehr und mehr den mondänen Glanz der neuen Epoche repräsentierten, fanden in Schwarz einen Maler, der befähigt war, feinste Modulationen der Farben, der Formen sowie der Licht- und Schattenspiele malerisch abzubilden. Besonders die strahlende Leuchtkraft der Augen, die leuchtende Frische des Fleisches und die charakteristischen, nach der Natur gezeichneten Hände und Stoffe, sowie sein Vermögen, Requisiten, Draperien und Roben in ihrer ganzen Pracht darzustellen, ohne dabei den Porträtierten in den Hintergrund treten zu lassen, wurden an seinen Bildnissen gerühmt.
1908 erregten die Porträts der Gräfin von Nostitz, Gräfin von Bylandt, der Frau von der Goltz, der Gräfin Henckel von Donnersmarck, der rumänischen Prinzessin Nadia Stirbey und das Gemälde Dame in schwarzem Samt große Aufmerksamkeit.
Alfred Schwarz gehörte zu den bevorzugten Malern Wilhelms II. und seiner Familie. Sein 1906 gemaltes Porträt des Kaisers auf der Wilhelmshöhe in Marineuniform zog eine ganze Reihe von Aufträgen nach sich, so die Bildnisse Wilhelms in den Uniformen der Gardekürassiere, der spanischen Numancia-Dragoner, in der Uniform der Garde du Corps, in großer Generalsuniform, im Ornat eines Oxford-Doktors und in der Johanniter-Gala. Im Auftrag des Kaisers malte er für die Königliche Bibliothek Paul Mendelssohn-Bartholdy als Sammler und seinen Sohn Ernst als Stifter einer historischen Handschriftensammlung. Auch aus dem Ausland erhielt Schwarz Aufträge, beispielsweise für Bildnisse der Könige von England, Rumänien, Bulgarien und Albanien.

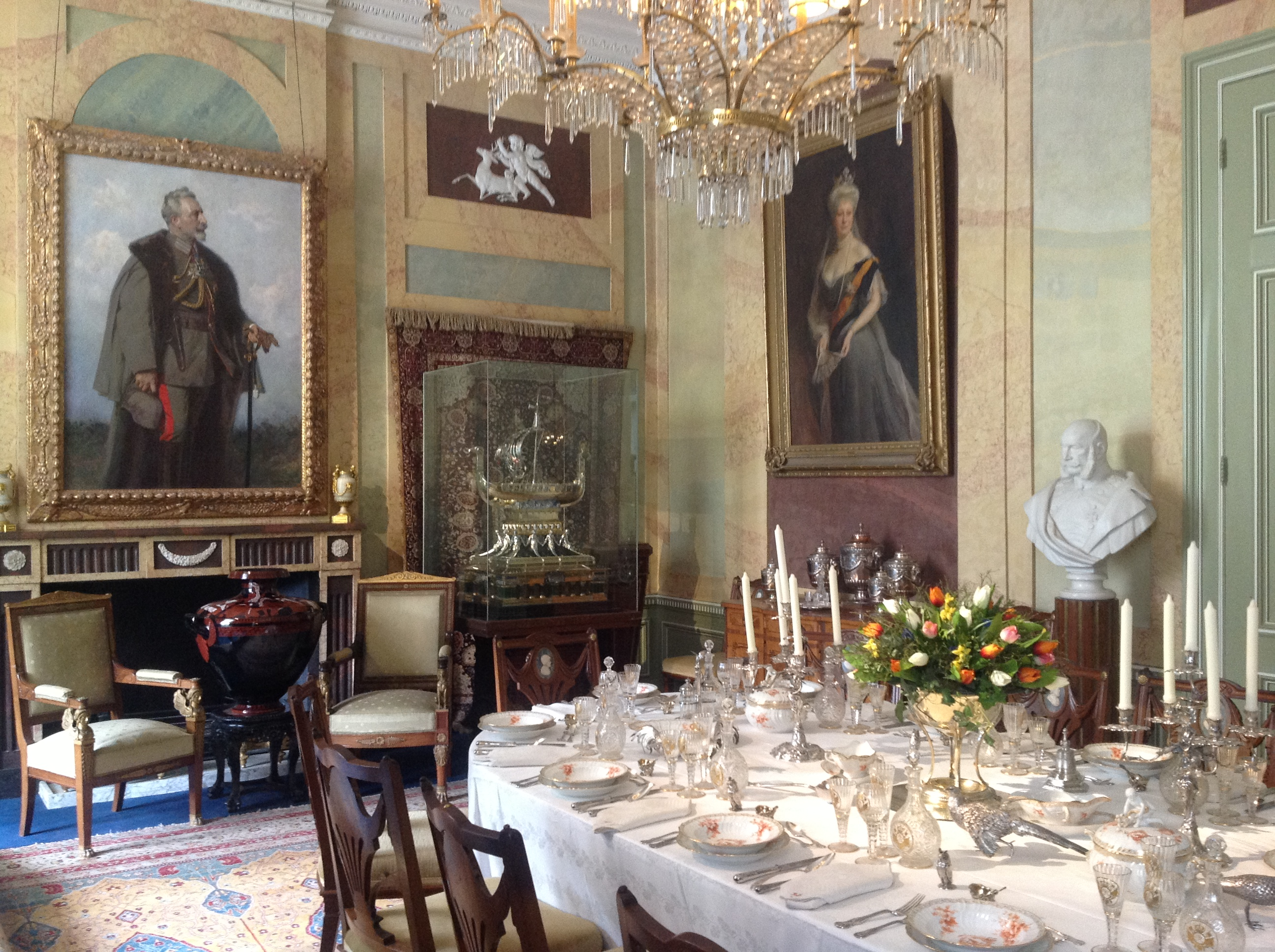
Alfred Schwarz: Kaiser Wilhelm II. in der Uniform des 1. Garde-Regiments zu Fuß, 1929, Haus Doorn

Für den im Exil lebenden Kaiser malte Schwarz auch nach Ende des Ersten Weltkrieges zahlreiche Porträts, die sich heute im Haus Doorn befinden.
Im Zweiten Weltkrieg wurde das Wohnhaus des betagten Künstlers am Viktoria-Luise-Platz 11 zerstört. Alfred Schwarz kam als Evakuierter nach Saulgau, wo er verstarb.